# Parafàsia
La parafàsia és una deformació parcial o substitució completa de la paraula o paraules que es volien emetre. És clàssic distingir tres tipus bàsics de parafàsies:
- Parafàsies fonèmiques: es reemplaça un fonema per un altre, per exemple., "bofaf" per "bolígraf"; en aquest cas hi hauria també supressió d'un altre fonema.
- Parafàsies semàntiques: se substitueix la paraula diana per una altra paraula que pertany al mateix camp semàntic, per ex., dir "cadira" en intentar pronunciar "taula".
- Parafàsies verbals: se substitueix la paraula per una altra paraula real que no pertany al mateix camp semàntic por ex., dir "auto" a l'intentar pronunciar " llapis"